# Azīzpur
Azīzpur är en ort i Indien.   Den ligger i distriktet Mainpuri och delstaten Uttar Pradesh, i den centrala delen av landet, 270 km sydost om huvudstaden New Delhi. Azīzpur ligger 153 meter över havet och antalet invånare är 10 008.
Terrängen runt Azīzpur är mycket platt. Runt Azīzpur är det tätbefolkat, med 636 invånare per kvadratkilometer. Azīzpur är det största samhället i trakten. Trakten runt Azīzpur består till största delen av jordbruksmark.